# تيم فورد
تيم فورد (بالإنجليزية: Tim Ford)‏ هو سياسي أمريكي، ولد في 22 أكتوبر 1951 في وينتر هافن في الولايات المتحدة، وتوفي في 27 فبراير 2015. انتخب عضو مجلس نواب مسيسيبي.